# المواقع (مذيخرة)

تعديل مصدري - تعديل

المواقع محلة تابعة لقرية احوال البر، التابعة لعزلة مذيخرة بمديرية مذيخرة إحدى مديريات محافظة إب في الجمهورية اليمنية.، بلغ تعداد سكانها 40 حسب تعداد اليمن لعام 2004.